# تسخیر طبرق توسط بریتانیا
تسخیر طبرق توسط بریتانیا (انگلیسی: British capture of Tobruk) نبردی بود که بین ۲۱ و ۲۲ ژانویه ۱۹۴۱، به عنوان بخشی از عملیات قطب‌نما، اولین حمله نیروهای صحرای غربی (WDF) در نبرد صحرای غربی در جنگ جهانی دوم انجام شد. پس از شکست ایتالیایی‌ها در نبرد بردیا (۳–۵ ژانویه ۱۹۴۱)، لشکر ۶ استرالیا و لشکر زرهی ۷ به پادگان ایتالیایی در طبرق در ۶ ژانویه فشار آوردند و با آنها درگیر شدند.